# Perithous speculator
Perithous speculator là một loài tò vò trong họ Ichneumonidae.